# Скидо-зсув

Скидо-зсув (рос. сбросо-сдвиг, англ. strike-slip fault; нім. Bruchverschiebung f) — розривне порушення в заляганні гірських порід, що характеризується вертикальним або нахиленим зміщувачем і косим зміщенням по відношенню до падіння (простягання) зміщувача. Характерна комбінація елементів скиду і зсуву. У терміні на другому місці ставиться назва того елементу, який домінує.